# Apseudes inermis
Apseudes inermis är en kräftdjursart som beskrevs av Silva Brum 1973. Apseudes inermis ingår i släktet Apseudes och familjen Apseudidae. Inga underarter finns listade i Catalogue of Life.